# Maimana
Maimana oder Meymaneh (Paschtu/Dari: ميمنه) ist die Hauptstadt der Provinz Faryab im nördlichen Teil von Afghanistan nahe der Grenze zu Turkmenistan.
Die Stadt liegt etwa 400 Kilometer nordwestlich der afghanischen Hauptstadt Kabul.

## Lage
Maimana liegt am Nordrand der Bergkette Band-i Turkistan auf einer Höhe von 877 m auf den Flussterrassen des Flusses Qeysar. Die Bergländer um Maimana bieten fruchtbaren Boden für die heimische Landwirtschaft.

## Klima
| Klimadaten                 | Jan | Feb | Mrz | Apr | Mai | Jun | Jul | Aug | Sep | Okt | Nov | Dez |
| -------------------------- | --- | --- | --- | --- | --- | --- | --- | --- | --- | --- | --- | --- |
| Temperaturen (in °C)       | 2   | 4   | 8   | 15  | 20  | 26  | 28  | 25  | 21  | 15  | 9   | 5   |
| Niederschlag (in mm)       | 50  | 60  | 82  | 60  | 26  | 1   | 0   | 0   | 0   | 10  | 21  | 45  |
| Sonnenschein (in Std./Tag) | 4   | 4   | 6   | 7   | 10  | 12  | 12  | 11  | 10  | 8   | 5   | 4   |

## Bevölkerung
Bereits im 19. Jahrhundert soll Maimana eine Bevölkerung von schätzungsweise 15.000–18.000 Einwohnern gehabt haben, die meisten von ihnen usbekischer Herkunft. Im Jahr 1958 betrug die Bevölkerung etwa 30.000, bis 1979 war die Zahl auf 38.250 angestiegen. Im September 2003 hatte Maimama nach einer offiziellen Schätzung 59.500 Einwohner.

## Geschichte
Maimanas Wurzel gehen bis weit ins Altertum zurück. Es ist zweifelsfrei, dass die Burg von Maimana bis in die frühe Eisenzeit zurückdatiert werden kann. In der nahe gelegenen Höhle von Bilchiragh sind Keramikscherben aus der Altsteinzeit und der Bronzezeit gefunden worden.
Im 10. Jahrhundert war Maimana die Residenz des Malik von Guzganan, damals unter der Herrschaft der Farighuniden-Dynastie.
Im 16. Jahrhundert geriet Maimana unter usbekischen Einfluss nach der Eroberung von Turkistan und Herat durch Mohammed Scheibani.
Zu Beginn des 18. Jahrhunderts beherrschte das Khanat Buchara die Stadt, verlor jedoch an Macht und die lokal regierenden Ming-Amire wurden ab 1707 sichtbarer.
Während des 18. und 19. Jahrhunderts war Maimana Mittelpunkt eines unabhängigen usbekischen Khanats und ein wichtiges Handelszentrum am Verbindungsweg von Turkistan nach Herat und Persien.
Im Jahr 1876 fiel die Stadt an Afghanistan und wurde weitgehend zerstört, nur 10 Prozent der Bevölkerung überlebten. Jahrhundertelang war die Stadt von starken Stadtmauern und Wachtürmen umgeben, nach der Zerstörung war davon nur noch ein Schutthaufen übrig.
Im Jahr 1934 wurde der Wiederaufbau der Stadt begonnen, 1949 der westliche Teil der alten Stadt erneuert, die alte Burg in einen Park umgewandelt.
In Maimana besteht ein Provincial Reconstruction Team (PRT) der ISAF unter der Leitung norwegischer Streitkräfte. Das PRT beinhaltet auch Mitglieder lettischer Streitkräfte.
Am 4. Mai 2012 sprengte sich ein Selbstmordattentäter auf dem Gemüsemarkt in die Luft und tötete mindestens zehn Menschen.

## Wirtschaft
Maimana liegt inmitten von landwirtschaftlich genutztem Bewässerungsland und ist Zentrum des Handels mit Karakulschafen.
In den 1970er Jahren stand die Baumwolle und Wolle verarbeitende Industrie in voller Blüte.
Maimana ist Umschlagplatz für Lederwaren, Seide, Teppiche, Weizen, Gerste, Melonen und Trauben. Der Flughafen Maimana liegt am nordwestlichen Stadtrand.
In Maimana als fünfter Stadt Afghanistans wurde im Februar 2005 eine unabhängige, von Frauen geleitete Radiostation eröffnet, Radio Quyaash.

## Persönlichkeiten
- Assadullah Habib (* 1941), afghanischer Dichter und Schriftsteller tadschikischer Herkunft
- Yulduz Hashimi (* 2000), Radrennfahrerin
- Fariba Hashimi (* 2003), Radrennfahrerin